# Gare de Rebreuve-sur-Canche
La gare de Rebreuve-sur-Canche est une ancienne station de la ligne de chemin de fer secondaire de Lens à Frévent de la Société des chemins de fer économiques du Nord (CEN), située sur le territoire de la commune de Rebreuve-sur-Canche, dans le département du Pas-de-Calais, en région Hauts-de-France.

## Histoire
La station est dotée à son origine d'une simple aubette en briques. Elle a été démolie à la suite de la fermeture de la ligne.

## Description

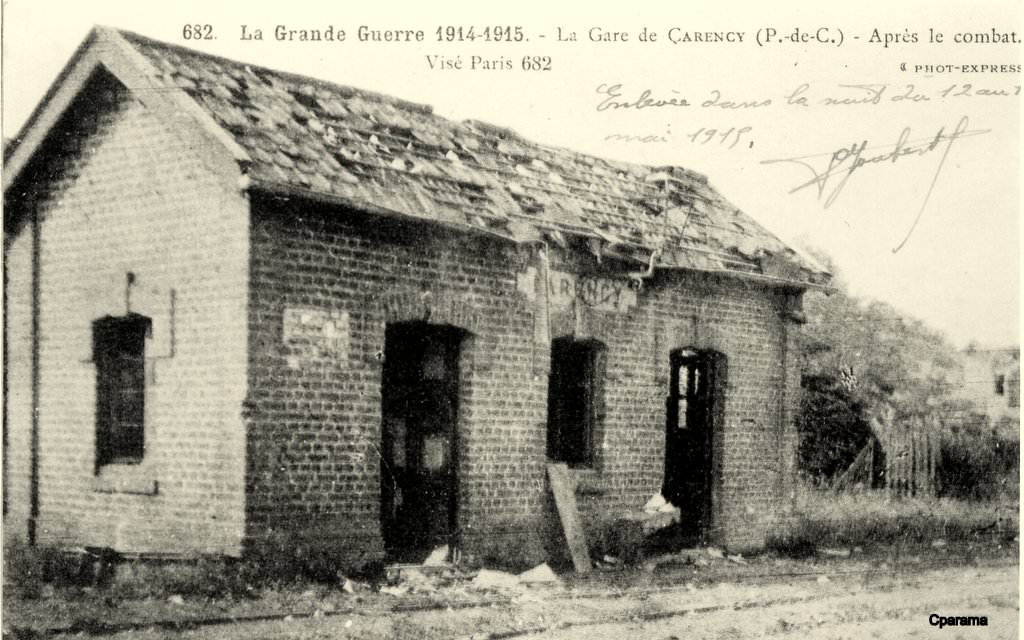
Aubette de la station de Carency du même modèle.

La station est dotée d'une simple aubette d'un modèle standardisé également utilisé par les Chemins de fer économiques du Nord sur ses autres lignes du réseau du Nord et du Pas-de-Calais, dont celle de Carency sur ligne de Lens à Frévent. L'aubette en briques comporte 1 seul étage de 3 travées, dont 2 portes en extrémités et 1 fenêtre au centre ainsi qu'une fenêtre sur chaque côté.

### Renvois
- Chemin de fer de Lens à Frévent